# Herchies (Francja)
Herchies – miejscowość i gmina we Francji, w regionie Hauts-de-France, w departamencie Oise.
Według danych na rok 1999 gminę zamieszkiwało 598 osób, a gęstość zaludnienia wynosiła 136 osoby/km² (wśród 2293 gmin Pikardii Herchies plasuje się na 502. miejscu pod względem liczby ludności, natomiast pod względem powierzchni na miejscu 932.).